# 남부대로 (천안시)
남부대로(Nambu-daero)는 충청남도 천안시 동남구 신방동 신방삼거리와 병천면 탑원리 창들2 교차로를 잇는 충청남도의 도로이다. 천안시 남부지역을 동서로 잇는 도로이며, 전 구간 국도 제21호선에 속한다.

## 연혁
- 2007년 12월 31일 : 천안시 성남면 화성리 ~ 병천면 탑원리 3.17km 구간 확장 개통, 기존 천안시 북면 상동리 ~ 병천면 탑원리 4.02km 구간 폐지[1]

## 주요 경유지
충청남도
- 천안시 동남구 (신방동 · 용곡동 · 청당동 · 삼룡동 · 목천읍 · 성남면 · 병천면 · 성남면 · 수신면 · 병천면)

## 노선
전 구간 국도 제21호선에 속하므로 이 노선에 대한 별도 표기는 생략한다.
| 이름                       | 접속 노선                             | 소재지        | 소재지        | 비고                                    |
| 충무로와 직결              | 충무로와 직결                         | 충무로와 직결 | 충무로와 직결 | 충무로와 직결                           |
| -------------------------- | ------------------------------------- | ------------- | ------------- | --------------------------------------- |
| 신방삼거리 (신방지하차도)  | 충무로                                | 천안시        | 동남구        |                                         |
| 하신삼거리                 | 신촌4로                               | 천안시        | 동남구        |                                         |
| 새말사거리                 | 서부대로                              | 천안시        | 동남구        |                                         |
| 용곡교                     | 용곡2길 천안천변길                    | 천안시        | 동남구        |                                         |
| 남부고가교                 | 풍세로                                | 천안시        | 동남구        | 병천 방면 진입 불가 배방 방면 진출 불가 |
| 남부고가교                 | 광풍로                                | 천안시        | 동남구        | 병천 방면 진출 불가 배방 방면 진입 불가 |
| 청룡지하차도               | 청당5로 청수4로                       | 천안시        | 동남구        |                                         |
| 청삼 교차로 (청삼고가차도) | 국도 제1호선 국도 제23호선 (천안대로) | 천안시        | 동남구        |                                         |
| 갈뫼교                     |                                       | 천안시        | 동남구        |                                         |
| 취암산터널                 |                                       | 천안시        | 동남구        | 연장 1,360m                             |
| 취암산터널                 | 동남구 목천읍                         | 천안시        |               | 연장 1,360m                             |
| 교천교                     |                                       | 천안시        |               |                                         |
| 교천 교차로                | 교천2길                               | 천안시        |               |                                         |
| 신계 교차로 (신계육교)     | 충절로                                | 천안시        |               |                                         |
| 신계1교 신계2교 목주교     |                                       | 천안시        |               |                                         |
| 운전 교차로                | 신사운전길                            | 천안시        |               |                                         |
| 화성 교차로                | 5산단로                               | 천안시        | 동남구 성남면 |                                         |
| 장산2생태통로              |                                       | 천안시        | 동남구 수신면 | 연장 약 15m                             |
| 강당교 봉화교              |                                       | 천안시        | 동남구 수신면 |                                         |
| 장산 교차로 (장산교)       | 지방도 제693호선 (수신로)             | 천안시        | 동남구 수신면 |                                         |
| 병천교                     |                                       | 천안시        | 동남구 수신면 |                                         |
| 동남구 병천면              |                                       | 천안시        |               |                                         |
| 창들2 교차로               | 지방도 제696호선 (매봉로)             | 천안시        |               |                                         |
| 용두 ~ 동면간 도로와 직결  |                                       |               |               |                                         |